# لاري كلارك
لاري كلارك (بالإنجليزية: Larry Clarke)‏ (و. 1964 – م) هو ممثل تلفزيوني، وممثل أفلام، وممثل، من الولايات المتحدة الأمريكية، ولد في بالتيمور، ماريلاند.

## وصلات خارجية
- لاري كلارك على موقع IMDb (الإنجليزية)
- لاري كلارك على موقع قاعدة بيانات الفيلم (الإنجليزية)